# Streptopelia
Streptopelia – rodzaj ptaków z podrodziny gołębi (Columbinae) w obrębie rodziny gołębiowatych (Columbidae).

## Zasięg występowania
Rodzaj obejmuje gatunki występujące w Eurazji i Afryce.

## Morfologia
Długość ciała 20,5–40 cm; masa ciała 71–315 g.

## Systematyka

### Etymologia
- Peristera (Peristeria): gr. περιστερα peristera „gołąb” (przeważnie utożsamiane z gołębiem skalnym i jego udomowionymi odmianami, ale także z grzywaczem, siniakiem i turkawką zwyczajną)[14]. Gatunek typowy: Columba turtur Linnaeus, 1758.
- Turtur: łac. turtur, turturis „turkawka”[15].
- Streptopelia (Streptopeleia): gr. στρεπτος streptos „kołnierz, łańcuszek”, od στρεφω strephō „skręcać”; πελεια peleia „gołąb”[16].
- Oenopopelia (Onopopelia): gr. οινωπος oinōpos „rumiany” (por. οινοψ oinops „winno-czerwony, głęboka czerwień”); πελεια peleia „gołąb”[17]. Gatunek typowy: Columba tranquebarica Hermann, 1804.
- Amoropelia: gr. αμορος amoros „nieszczęśliwy, żałosny”, od αμοιρεω amoireō „nie mieć w czymś udziału”; πελεια peleia „gołąb”[18]. Gatunek typowy: Columba turtur Linnaeus, 1758.
- Afropelia: łac. Afer, Afra afrykański, od Africa „Afryka”; gr. πελεια peleia „gołąb”[19]. Gatunek typowy: Columba capicola Sundevall, 1857.
- Bertholdipelia: prof. Paul Erich Berthold Klatt (1885–1958), niemiecki zoolog; gr. πελεια peleia „gołąb”[20]. Gatunek typowy: Columba semitorquata Rüppell, 1837.

### Podział systematyczny
Do rodzaju należą następujące gatunki:
- Streptopelia turtur (Linnaeus, 1758) – turkawka zwyczajna
- Streptopelia lugens (Rüppell, 1837) – turkawka żałobna
- Streptopelia hypopyrrha (Reichenow, 1910) – turkawka różowobrzucha
- Streptopelia orientalis (Latham, 1790) – turkawka wschodnia
- Streptopelia dusumieri (Temminck, 1823) – synogarlica dwuobrożna
- Streptopelia bitorquata (Temminck, 1809) – synogarlica wyspowa
- Streptopelia decaocto (Frivaldszky, 1838) – sierpówka zwyczajna
- Streptopelia xanthocycla (T.H. Newman, 1906) – sierpówka szarogłowa
- Streptopelia roseogrisea (Sundevall, 1857) – cukrówka
- Streptopelia reichenowi (von Erlanger, 1901) – synogarlica białoskrzydła
- Streptopelia decipiens (Hartlaub & Finsch, 1870) – synogarlica okularowa
- Streptopelia semitorquata (Rüppell, 1837) – synogarlica czerwonooka
- Streptopelia capicola (Sundevall, 1857) – synogarlica popielata
- Streptopelia vinacea (J.F. Gmelin, 1789) – synogarlica różowa
- Streptopelia tranquebarica (Hermann, 1804) – synogarlica mała